# 内蒙古科技大学
内蒙古科技大学，简称内科大，是内蒙古自治区直属大学，位于内蒙古自治区包头市。
内科大本部原为包头钢铁学院（简称包头钢院）。包头钢院以工科為主，其冶金专业尤为出色。包头钢院原为中华人民共和国冶金工业部直属大学。

## 历史

### 钢院时期
1956年2月，中华人民共和国重工业部决定，在包头成立重工业部包头钢铁工业学校和重工业部包头建筑工程学校。1957年4月，中华人民共和国冶金工业部决定包头钢铁工业学校与包头建筑工程学校合并，成立冶金工业部包头工业学校。1958年9月，冶金工业部决定，包头工业学校与包头钢铁公司大学筹备组合并成立了包头工学院。
1960年2月，更名为包头钢铁学院。1998年，冶金工业部解散，包头钢铁学院下放内蒙古自治区管理。

## 教学机构及现任领导
- 材料科学与工程学院    党委书记：孔敬        院长：包金小
- 稀土产业学院              党委书记：张新房     院长：彭军
- 矿业与煤炭学院           党委书记：段志峰     院长：张光存
- 机械工程学院              党委书记：黄成钢      院长：王少峰
- 土木工程学院              党委书记：张利敏      院长：徐有俊
- 自动化与电气工程学院 党委书记：佟振华      院长：喻大华
- 能源与环境学院           党委书记：唐俊
- 化学与化工学院           党委书记：杨包生      院长： 赫文秀
- 建筑与艺术设计学院    院长： 韩冬楠
- 生命科学与技术学院    党委书记：李德超      院长：杜志强
- 理学院                       院长：马永红
- 经济与管理学院           党委书记：张永强      院长：赵周华
- 马克思主义学院
- 文法学院                     院长：王力平
- 外国语学院                 党委书记：谢利君      院长：耿伟
- 安全与应急管理产业学院
- 冶金未来技术学院
- 能源产业学院
- 硅业学院
- 数智产业学院              党委书记：王静宇      院长：张超
- 绿色基建产业学院
- 体育教学部                 党委书记：韩冰          院长：白楠
- 工程训练中心              党支部书记： 张利新  主任：薛春江
- 国际教育学院
- 继续教育学院              院长：姜彤
- 网络安全学院
- 创新创业教育学院
- 研究生学院                 院长：杨立东[1][2][3]

### 合并与解体
2003年，包头钢铁学院与包头医学院、包头师范学院合并，建立内蒙古科技大学，一度成為內蒙古最大的高等學校。
由于合并后整合不力、三校矛盾较大，2004年11月30日，内蒙古自治区人民政府主席办公会议纪要决定，将内蒙古科技大学分为三个院校，分别为内蒙古科技大学、内蒙古科技大学包头医学院、内蒙古科技大学包头师范学院。2005年2月7日，内蒙古自治区人民政府印发内政字（2005）29号文件正式宣布，學校三个组成部分分开办学。原包头钢铁学院保留内蒙古科技大学校名；原包头师范学院更名为内蒙古科技大学包头师范学院；原包头医学院更名为内蒙古科技大学包头医学院，三校事实上解体。
内科大解体后，三校恢复合并前的管理体制，内蒙古科技大学、包头师范学院、包头医学院为互不隶属的独立法人、独立承担民事责任，均为正厅级单位。内科大、包师、包医均并列为内蒙古自治区直属高校。但由于内科大三校解体未得到中华人民共和国教育部认可或批准，故包师、包医的学位授予等工作仍需经内科大进行，包师、包医毕业证、学位证加盖内科大印章。